# Motore EP
Il motore EP (noto anche come motore Prince) è un motore endotermico a ciclo Otto alimentato a benzina prodotto a partire dal 2005 da una joint-venture tra la casa automobilistica tedesca BMW e il gruppo francese PSA.

## Storia
Gli accordi tra BMW e Gruppo PSA per la realizzazione di questo motore iniziarono nel 2002, anche se per vedere il primo motore realizzato si sarebbero dovuti aspettare altri tre anni. L'idea di questa joint-venture fu quella di realizzare un motore che andasse a sostituire sia i vecchi motori TU del gruppo francese, sia i Tritec utilizzati da BMW. In particolare, la casa dell'elica non se la sentiva più di continuare una joint-venture con la Chrysler, acquisita da qualche anno dal gruppo Daimler-Benz, storico rivale della casa di Monaco. Pertanto fu avviata la joint-venture con il colosso francese.
Dal punto di vista della progettazione e realizzazione, ogni parte mise le sue tecniche a disposizione. Dal Gruppo PSA arrivò infatti il vecchio monoblocco dei motori TU, mentre dalla BMW arrivarono le più recenti innovazioni, consistenti nel dispositivo di fasatura variabile Vanos sugli alberi a camme di aspirazione e scarico e di alzata variabile Valvetronic, nel caso delle versioni aspirate, e nell'alimentazione a iniezione diretta nel caso delle versioni sovralimentate.
A ciò si è aggiunta la progettazione e la realizzazione di un nuovo alloggiamento per l'albero a gomiti che garantisce una maggior rigidità e minori vibrazioni. I due gruppi investirono 750 milioni di euro per la realizzazione della nuova famiglia di motori.
Nel 2005 il primo motore Prince fu ultimato, ma la prima a montarne uno sarebbe stata la Peugeot 207 nel 2006, seguita pochissimo tempo dopo dalla nuova Mini. La produzione avveniva negli stabilimenti di Douvrin per le unità utilizzate da Peugeot e Citroën, e nello stabilimento di Hams Hall, in Gran Bretagna per le BMW MINI.
Negli anni successivi, questo motore avrebbe equipaggiato molti modelli del Gruppo PSA, partendo da quelli di fascia minore, per arrivare a quelli di fascia superiore. La joint-venture tra Gruppo PSA e BMW è scaduta tra la fine del 2010 e l'inizio del 2011.

## Versioni
Il motore EP è stato proposto in più varianti volte a rimpiazzare le varie versioni dei precedenti motori TU. Di seguito vengono descritte le principali caratteristiche di ogni versione.

### EP3 o N12B14
Questo motore rappresenta la base della gamma dei motori Prince. Le misure di alesaggio e corsa sono di 77x75 mm, per una cilindrata di 1397 cm³. La potenza massima erogabile è di 95 CV a 6000 giri/min e la coppia massima è di 136 Nm a 4000 giri/min.
Viene inoltre accompagnato nella nomenclatura, insieme alla cilindrata, dalla dicitura VTi, che sta a indicare "Variable Valve Lift and Timing injection", ovvero "motore aspirato a iniezione diretta e con valvole a fasatura variabile".
Tale motore è stato introdotto per affiancare e in seguito sostituire l'unità ET3J4, anch'essa bialbero e a 16 valvole, mentre presso la BMW è un motore di fascia del tutto inedita. Il nuovo 1.4 annovera tra le sue particolarità la distribuzione a fasatura variabile sia sul lato aspirazione sia sul lato scarico, nonché del sistema di alzata variabile direttamente derivato dal Valvetronic BMW. Presso la casa bavarese questo motore era noto come N12B14. Originariamente in grado di soddisfare la normativa Euro 4, tra il 2009 e il 2010 è stato modificato in modo da rispettare anche la più stringente normativa Euro 5. La sigla del propulsore così adattato diventa EP3C. Il nuovo propulsore è stato utilizzato su:
- Peugeot 207 1.4 16v (2006-12);
- Peugeot 207 1.4 16v SW (2007-13);
- Peugeot 208 1.4 VTi (03/2012-09/2013);
- Peugeot 308 1.4 16v Mk1 (2007-13);
- Mini One (2006-10);
- Citroën C3 1.4 16v VTi (2009-12);
- Citroën C3 Picasso 1.4 16v VTi (2009-16);
- Citroën DS3 1.4 16v VTi (03/2010-09/2012);
- Citroën C4 Mk2 1.4 VTi (12/2010-05/2015).

A partire dal 2009, del 1.4 EP è stata proposta una variante sensibilmente depotenziata, in grado di erogare fino a 75 CV di potenza massima, con un picco di coppia pari a 120 N·m a 2500 giri/min. Questo motore è stato montato sulla Mini Ray (2009-10).
Durante la prima metà del 2010, e relativamente alla sola gamma Mini, le due varianti del 1.4 Prince sono state sostituite da altrettante varianti del 1.6, anch'esse depotenziate. Il 1.4 ha però continuato a essere utilizzato regolarmente dal Gruppo PSA. Per esempio, dal 2011 questo motore è stato proposto anche in versione bi-fuel benzina/GPL, solo per la DS3. In tale configurazione, la potenza massima erogata è di 91 CV.

### EP6 o N12B16
Questa variante (EP6 per PSA e N12B16 per BMW) ha una cilindrata di 1598 cc, ottenuta grazie all'allungamento della corsa, portata a 85.8 mm. È caratterizzata da un elevato rapporto di compressione, pari a 11:1. La potenza massima è di 120 CV a 6000 giri/min e la coppia massima raggiunge i 160 N·m a 4250 giri/min. Analogamente alla versione 1.4, anche il 1.6 è passato nel 2010 dalla normativa Euro 4 alla normativa Euro 5 e anche in questo caso la sigla del motore è stata aggiornata da EP6 a EP6C. In tale configurazione il motore ha subito un leggerissimo aumento di potenza, salendo a 122 CV. Anche il 1.6 Prince aspirato monta la fasatura variabile, ed è stato montato su:
- Mini Cooper (2006-13);
- Mini Clubman Cooper (2007-14);
- Mini Cabrio Cooper (2009-13);
- Mini Countryman Cooper (2010-16);
- Mini Paceman Cooper (2012-16);
- Mini Coupé Cooper e Roadster Cooper (2011-15);
- Peugeot 207 1.6 VTi (2006-12), SW (2007-13) e CC (2007-15);
- Peugeot 208 1.6 VTi (2012-15);
- Peugeot 308 1.6 VTi (2007-13);
- Peugeot 3008 Mk1 1.6 16v VTi (2009-15);
- Peugeot 5008 1.6 16v VTi (2009-15);
- Peugeot 508 1.6 16v VTi (10/2010-07/2014);
- Peugeot Partner Tepee 1.6 16v 120CV (2010-16);
- Citroën C3 1.6 16v VTi (2009-12);
- Citroën C3 Picasso 1.6 16v VTi (2009-15);
- Citroën DS3 1.6 16v VTi (2010-14);
- Citroën C4 Mk1 1.6 16v VTi VTR (2008-10);
- Citroën C4 Mk2 1.6 VTi (2010-14);
- Citroën C4 Picasso Mk1 1.6 VTi (2010-13);
- Citroën C4 Picasso Mk2 1.6 VTi (2013-15);
- Citroën C5 Mk2 1.6 VTi (2010-15);
- Citroën DS4 1.6 VTi (2011-14);
- Citroën Berlingo Mk2 1.6 16v VTi (2010-16).

Nella prima metà del 2010, sono state introdotte due varianti depotenziate di questo motore, entrambe destinate a sostituire nella sola gamma Mini le due unità da 1.4 litri, sia quella da 75 CV sia quella da 95.
Di queste due varianti depotenziate, il 1.6 meno potente eroga 75 CV a 6000 giri/min, mentre la coppia massima raggiunge il suo picco di 140 Nm a 2250 giri/min. La seconda di queste due varianti, invece, eroga 98 CV a 6000 giri/min, con una coppia massima di 153 Nm a 3000 giri/min. In questa configurazione, tale motore ha trovato applicazione su:
- Mini One 1.6 hatchback, Clubman e Cabrio (2010-14);
- Mini Countryman 1.6 (2010-16);
- Citroën Berlingo Mk2 1.6 98CV (2010-18);
- Peugeot Partner Mk2 1.6 VTi (2010-18, non per tutti i mercati).

In alcuni mercati, però, come per esempio quello tedesco, il 1.4 da 75 CV ha continuato per qualche tempo a essere proposto nella gamma Mini, dove pertanto non è mai stato presente il 1.6 di pari potenza appena descritto.
Invece, per quanto riguarda i modelli del Gruppo PSA, il 1.4 da 95 CV ha continuato a venire regolarmente utilizzato per alcune applicazioni, anche se nel corso degli anni verrà soppiantato dal tre cilindri EB, a causa dell'eccessivo consumo d'olio. All'inizio del 2016, solo la C3 Picasso continuerà a proporlo in gamma.

### EP6 sovralimentato o N14B16A

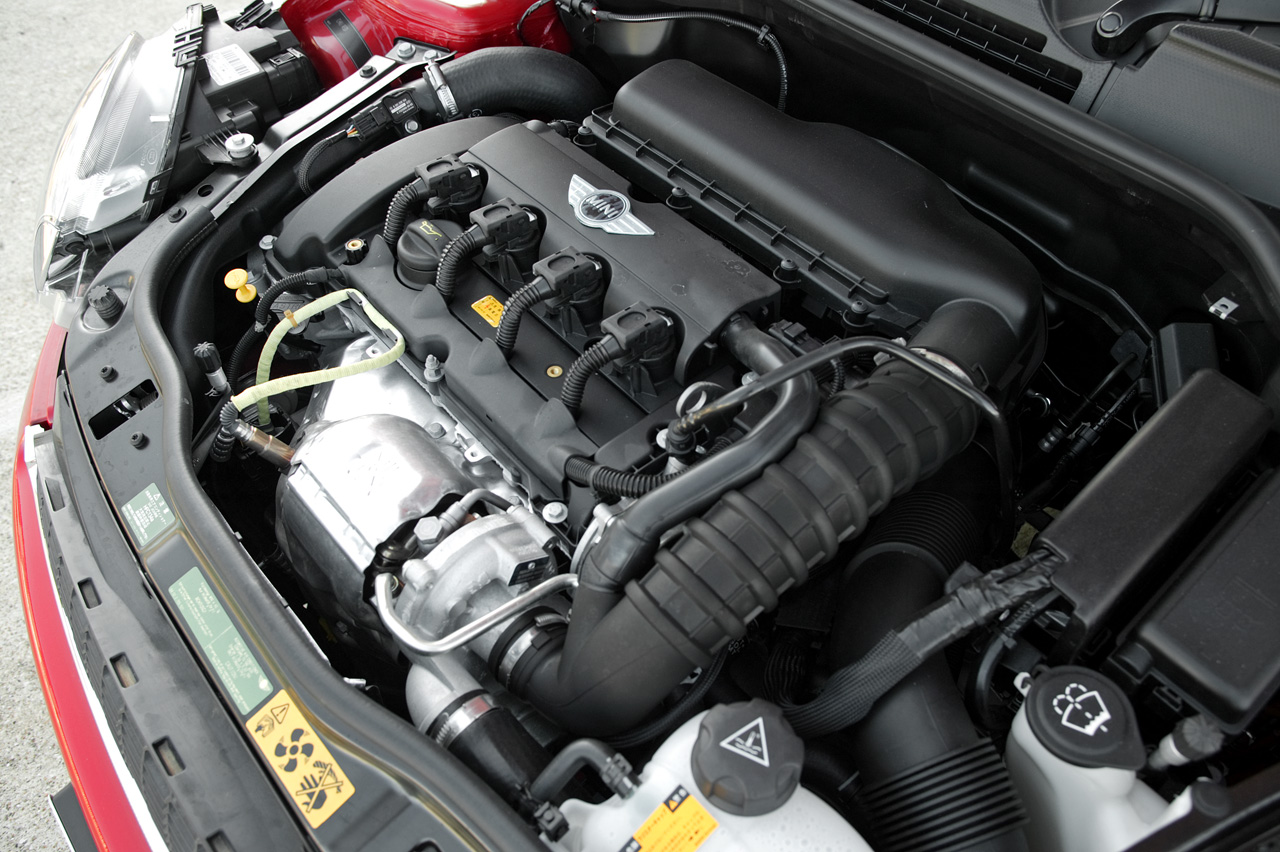
Un motore Prince sovralimentato sotto il cofano di una Mini Cooper S

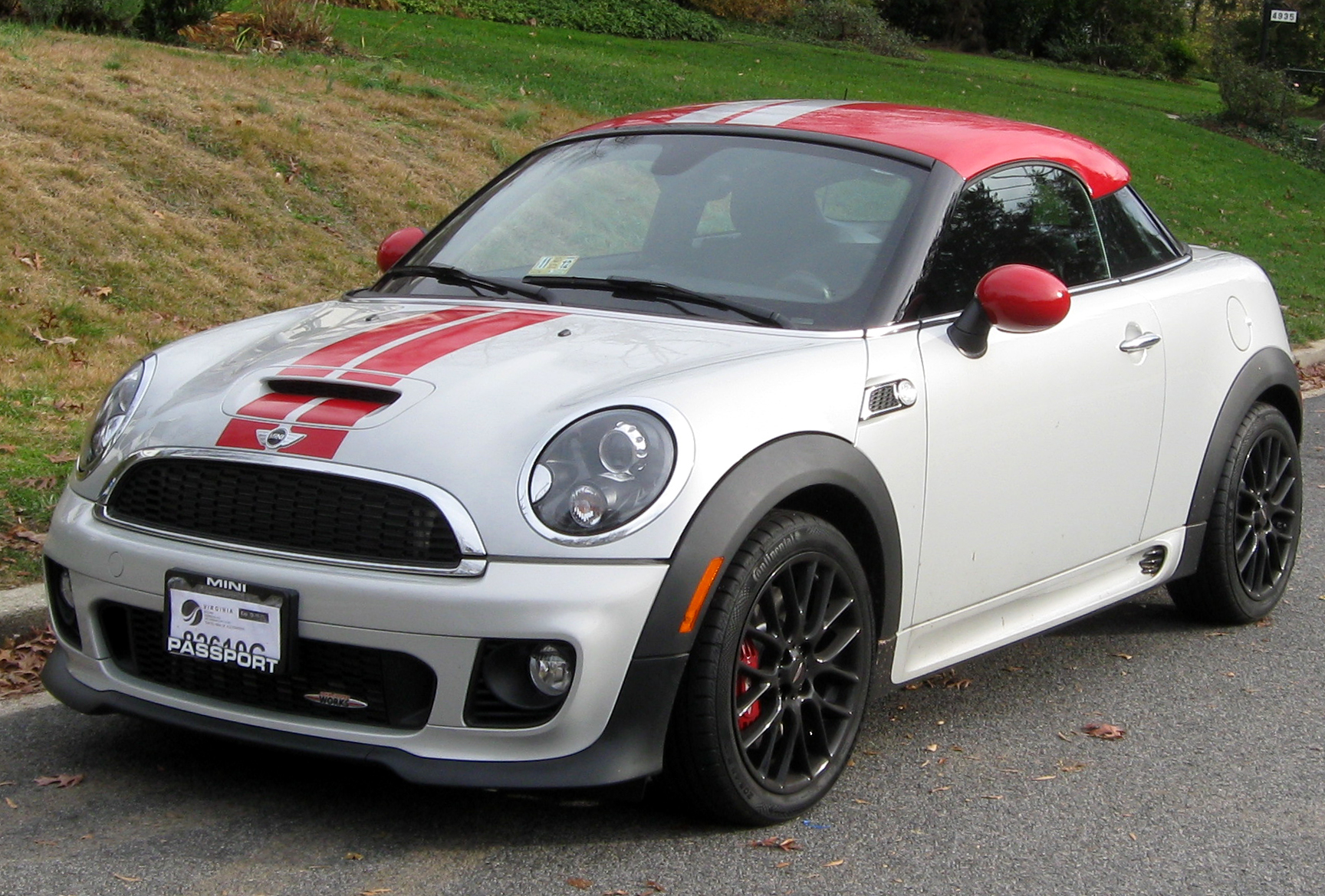
La Mini Coupé Cooper S JCW monta il Prince da 211 CV

Il 1.6 EP sovralimentato utilizza un turbocompressore con tecnologia Twin-Scroll, un sistema in grado di utilizzare il flusso gassoso proveniente dallo scarico tenendo conto dell'ordine di accensione dei cilindri, così da evitare interferenze tra il flusso gassoso proveniente da una coppia di cilindri con quello proveniente dall'altra. I due flussi gassosi sono convogliati in due sezioni diverse della turbina, sempre allo scopo di non farli interferire tra loro. 

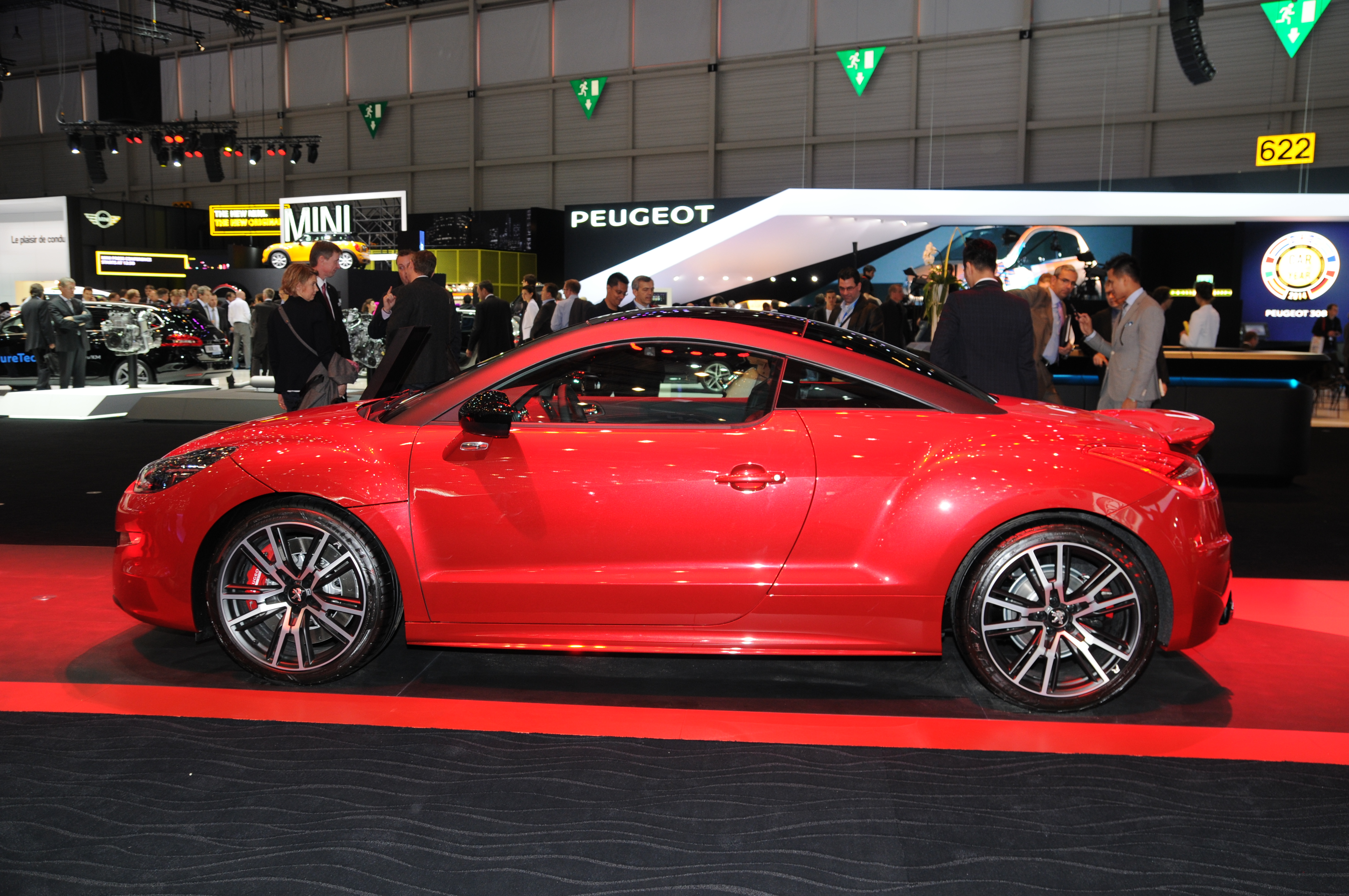
La massima evoluzione di un motore Prince si ha sotto il cofano della Peugeot RCZ-R, con potenza di 270 CV

Caratterizzato dall'alimentazione a iniezione diretta di benzina, questo motore si differenzia dalle versioni aspirate anche per il fatto che, a seconda delle varianti, può montare o meno il dispositivo Valvetronic e può montare la fasatura variabile doppia o su un solo asse a camme.
Il motore montato sulle vetture francesi è accompagnato, dopo la cilindrata, dalla sigla THP, che sta a indicare "Turbo High Pressure", ovvero "turbocompressore ad alta pressione".
Perciò sono esistite ed esistono ancora diverse varianti di questo motore, con potenze che partono da 125 CV per arrivare a ben 270 CV nella variante prevista per la RCZ-R, descritti nella tabella seguente.

#### Riepilogo motori EP6 sovralimentati
| Variante           | Fasatura variabile                       | Rapporto di compressione | Potenza CV/rpm | Coppia Nm/rpm  | Applicazioni                                       | Anni di produzione                    |
| ------------------ | ---------------------------------------- | ------------------------ | -------------- | -------------- | -------------------------------------------------- | ------------------------------------- |
| EP6CDTD            | VANOS solo su lato aspirazione           | 10,5                     | 125/6000       | 200/1400       | Peugeot 308 Mk2 1.6 THP 125cv                      | 2013-14                               |
| EP6DT              | VANOS solo su lato aspirazione           | 10,5                     | 150/5800       | 240/ 1400-5000 | Peugeot 207 berlina/SW/CC 1.6 THP 150CV            | 2006-08                               |
| EP6DT              | VANOS solo su lato aspirazione           | 10,5                     | 150/5800       | 240/ 1400-5000 | Peugeot 308 berlina/SW/CC 1.6 THP Féline           | 2008-10                               |
| EP6DT              | VANOS solo su lato aspirazione           | 10,5                     | 150/5800       | 240/ 1400-5000 | Peugeot 3008 1.6 16v THP                           | 2009                                  |
| EP6DT              | VANOS solo su lato aspirazione           | 10,5                     | 150/5800       | 240/ 1400-5000 | Citroën C4 berlina/coupé/Picasso 1.6 16v Turbo THP | 2008-10                               |
| EP6CDT             | VANOS solo su lato aspirazione           | 10,5                     | 156/6000       | 240/ 1400-5000 | Citroën DS3 1.6 THP 156                            | 03/2010-07/2014                       |
| EP6CDT             | VANOS solo su lato aspirazione           | 10,5                     | 156/6000       | 240/ 1400-5000 | Peugeot 207 1.6 16v THP                            | 2010-13                               |
| EP6CDT             | VANOS solo su lato aspirazione           | 10,5                     | 156/6000       | 240/ 1400-5000 | Peugeot 208 1.6 THP 156                            | 03/2012-04/2015                       |
| EP6CDT             | VANOS solo su lato aspirazione           | 10,5                     | 156/6000       | 240/ 1400-5000 | Peugeot 308 Mk1 1.6 THP Féline                     | 2010-13                               |
| EP6CDT             | VANOS solo su lato aspirazione           | 10,5                     | 156/6000       | 240/ 1400-5000 | Peugeot 308 Mk2 1.6 THP                            | 2013-15                               |
| EP6CDT             | VANOS solo su lato aspirazione           | 10,5                     | 156/6000       | 240/ 1400-5000 | Peugeot 3008 1.6 16v THP                           | 2009-15                               |
| EP6CDT             | VANOS solo su lato aspirazione           | 10,5                     | 156/6000       | 240/ 1400-5000 | Peugeot RCZ 1.6 THP 156cv                          | 05/2010-12/2014                       |
| EP6CDT             | VANOS solo su lato aspirazione           | 10,5                     | 156/6000       | 240/ 1400-5000 | Peugeot 508 1.6 THP                                | 10/2010-08/2014                       |
| EP6CDT             | VANOS solo su lato aspirazione           | 10,5                     | 156/6000       | 240/ 1400-5000 | Peugeot 5008 I 1.6 16v THP                         | 2009-15                               |
| EP6CDT             | VANOS solo su lato aspirazione           | 10,5                     | 156/6000       | 240/ 1400-5000 | Citroën C4 Mk2 1.6 THP                             | 12/2010-12/2014                       |
| EP6CDT             | VANOS solo su lato aspirazione           | 10,5                     | 156/6000       | 240/ 1400-5000 | Citroën C4 Picasso/Spacetourer Mk2 1.6 THP         | 04/2013-11/2014                       |
| EP6CDT             | VANOS solo su lato aspirazione           | 10,5                     | 156/6000       | 240/ 1400-5000 | Citroën C5 1.6 16v THP                             | 04/2009-06/2015                       |
| EP6CDT             | VANOS solo su lato aspirazione           | 10,5                     | 156/6000       | 240/ 1400-5000 | Citroën DS4 1.6 THP 156CV                          | 05/2011-12/2011                       |
| EP6CDT             | VANOS solo su lato aspirazione           | 10,5                     | 156/6000       | 240/ 1400-5000 | Citroën DS5 THP 156CV                              | 2011-14                               |
| EP6FDTM            | VANOS solo su lato aspirazione           | 10,5                     | 163/6000       | 240/ 1400-4000 | Citroën DS4 1.6 THP 163CV                          | 12/2011-09/2015                       |
| EP6FDTM            | VANOS solo su lato aspirazione           | 10,5                     | 163/6000       | 240/ 1400-4000 | DS 5LS THP160                                      | 03/2014-04/2016                       |
| EP6FDT             | -                                        | 10,5                     | 150/6000       | 250/1750       | Opel Astra L 1.6 Plug-in Hybrid                    | dal 10/2021                           |
| EP6FDT             | -                                        | 10,5                     | 165/6000       | 240/ 1400-3500 | Peugeot 208 1.6 THP 165                            | 04/2015-05/2016                       |
| EP6FDT             | -                                        | 10,5                     | 165/6000       | 240/ 1400-3500 | Peugeot 508 1.6 THP                                | dal 09/2014                           |
| EP6FDT             | -                                        | 10,5                     | 165/6000       | 240/ 1400-3500 | Peugeot 3008 I 1.6 THP165                          | 03/2015-07/2016                       |
| EP6FDT             | -                                        | 10,5                     | 165/6000       | 240/ 1400-3500 | Peugeot 3008 II 1.6 THP165                         | 10/2016-07/2018                       |
| EP6FDT             | -                                        | 10,5                     | 165/6000       | 240/ 1400-3500 | Peugeot 4008 II 1.6 THP                            | 2016-19                               |
| EP6FDT             | -                                        | 10,5                     | 165/6000       | 240/ 1400-3500 | Peugeot 5008 1.6 THP165                            | 03/2015-12/2016                       |
| EP6FDT             | -                                        | 10,5                     | 165/6000       | 240/ 1400-3500 | Peugeot 5008 II 1.6 THP                            | 02/2017-07/2018                       |
| EP6FDT             | -                                        | 10,5                     | 165/6000       | 240/ 1400-3500 | Citroën DS3 1.6 THP/DS 3 1.6 THP                   | 07/2014-04/2019                       |
| EP6FDT             | -                                        | 10,5                     | 165/6000       | 240/ 1400-3500 | Citroën C4 Picasso Mk2 / C4 Spacetourer 1.6 THP    | 12/2014-08/2018                       |
| EP6FDT             | -                                        | 10,5                     | 165/6000       | 240/ 1400-3500 | DS 4 1.6 THP 165                                   | 10/2015-04/2018                       |
| EP6FDT             | -                                        | 10,5                     | 165/6000       | 240/ 1400-3500 | DS 4S 16 THP                                       | 04/2016-04/2019                       |
| EP6FDT             | -                                        | 10,5                     | 165/6000       | 240/ 1400-3500 | DS 5 1.6 THP 165                                   | 01/2015-05/2018                       |
| EP6FDT             | -                                        | 10,5                     | 167/6000       | 240/ 1400-4000 | DS 6 THP 165                                       | 09/2014-04/2019 (solo mercato cinese) |
| EP6FDT             | -                                        | 10,5                     | 167/6000       | 240/ 1400-4000 | DS 5 THP 167                                       | dal 09/2015 (solo mercato cinese)     |
| EP6FDT             | -                                        | 10,5                     | 167/6000       | 240/ 1400-4000 | DS 5 30 THP                                        | dal 2019 (solo mercato cinese)        |
| EP6FDT             | -                                        | 10,5                     | 167/6000       | 240/ 1400-4000 | DS 5LS THP 160                                     | dal 04/2016 (solo mercato cinese)     |
| EP6FDT             | -                                        | 10,5                     | 167/6000       | 245/ 1400-4000 | Citroën C3-XR 1.6 THP                              | 12/2014-12/2018 (solo mercato cinese) |
| EP6FDT             | -                                        | 10,5                     | 170/5500       | 250/ 1750-4500 | Peugeot 4008 II 360 THP                            | dal 2019                              |
| EP6DTS (o N14B16A) | VANOS solo su lato aspirazione           | 10,5                     | 174/5500       | 260 1700-4500  | Peugeot 207 GTI/RC                                 | 2007-10                               |
| EP6DTS (o N14B16A) | VANOS solo su lato aspirazione           | 10,5                     | 174/5500       | 260 1700-4500  | Peugeot 308 Mk1 GT                                 | 2008-10                               |
| EP6DTS (o N14B16A) | VANOS solo su lato aspirazione           | 10,5                     | 174/5500       | 260 1700-4500  | Mini Cooper S                                      | 2006-10                               |
| EP6FADTXd          | Variatore di fase Bi-VANOS + Valvetronic | -                        | 177/6000       | 260/ 2000-3500 | DS 4S THP 35                                       | dal 04/2019                           |
| EP6FADTXd          | Variatore di fase Bi-VANOS + Valvetronic | -                        | 177/6000       | 260/ 2000-3500 | DS 6 35 THP                                        | dal 04/2019                           |
| EP6FADTXd          | Variatore di fase Bi-VANOS + Valvetronic | -                        | 180/6000       | 250/1750       | Peugeot 308 III 1.6 Hybrid 180                     | dal 09/2021                           |
| EP6FADTXd          | Variatore di fase Bi-VANOS + Valvetronic | -                        | 180/6000       | 250/1750       | Peugeot 508 II 1.6 THP 180cv                       | 09/2018-07/2021                       |
| EP6FADTXd          | Variatore di fase Bi-VANOS + Valvetronic | -                        | 180/6000       | 250/1750       | Peugeot 3008 II 1.6 THP 180cv                      | dal 08/2018                           |
| EP6FADTXd          | Variatore di fase Bi-VANOS + Valvetronic | -                        | 180/6000       | 250/1750       | Peugeot 5008 II 1.6 THP 180cv                      | dal 08/2018                           |
| EP6FADTXd          | Variatore di fase Bi-VANOS + Valvetronic | -                        | 180/6000       | 250/1750       | Citroën C5 Aircross 1.6 PureTech                   | 10/2018-04/2021                       |
| EP6FADTXd          | Variatore di fase Bi-VANOS + Valvetronic | -                        | 180/6000       | 250/1750       | DS 4 II 1.6 PureTech                               | dal 12/2021                           |
| EP6FADTXd          | Variatore di fase Bi-VANOS + Valvetronic | -                        | 180/6000       | 250/1750       | DS 7 Crossback 1.6 THP 180cv                       | dal 08/2018                           |
| EP6FADTXd          | Variatore di fase Bi-VANOS + Valvetronic | -                        | 180/6000       | 250/1750       | Opel Grandland X 1.6 Turbo 180 cv                  | dal 07/2018                           |
| EP6FADTXd          | Variatore di fase Bi-VANOS + Valvetronic | -                        | 180/6000       | 300            | Peugeot 508 II 1.6 Hybrid                          | dal 09/2019                           |
| EP6FADTXd          | Variatore di fase Bi-VANOS + Valvetronic | -                        | 180/6000       | 300            | Peugeot 3008 II 1.6 Hybrid / Hybrid4               | dal 09/2019                           |
| EP6FADTXd          | Variatore di fase Bi-VANOS + Valvetronic | -                        | 180/6000       | 300            | DS 9 E-Tense 225                                   | dal 08/2020                           |
| EP6FADTXd          | Variatore di fase Bi-VANOS + Valvetronic | -                        | 180/6000       | 300            | Citroën C5 X 1.6 PureTech / 1.6 Hybrid             | dal 10/2021                           |
| N18B16A            | Variatore di fase Bi-VANOS + Valvetronic | 10,5                     | 184/5500       | 240/ 1600-5000 | Mini Cooper S                                      | 2010-13                               |
| N18B16A            | Variatore di fase Bi-VANOS + Valvetronic | 10,5                     | 184/5500       | 240/ 1600-5000 | Mini Cabrio Cooper S                               | 2010-15                               |
| N18B16A            | Variatore di fase Bi-VANOS + Valvetronic | 10,5                     | 184/5500       | 240/ 1600-5000 | Mini Clubman Cooper S                              | 2010-14                               |
| N18B16A            | Variatore di fase Bi-VANOS + Valvetronic | 10,5                     | 184/5500       | 240/ 1600-5000 | Mini Countryman Cooper S                           | 07/2010-06/2014                       |
| N18B16A            | Variatore di fase Bi-VANOS + Valvetronic | 10,5                     | 184/5500       | 240/ 1600-5000 | Mini Coupé Cooper S e Roadster Cooper S            | 2011-15                               |
| N18B16A            | Variatore di fase Bi-VANOS + Valvetronic | 10,5                     | 184/5500       | 240/ 1600-5000 | Mini Paceman Cooper S                              | 11/2012-06/2014                       |
| N18B16A            | Variatore di fase Bi-VANOS + Valvetronic | 10,5                     | 190/ 5500-6500 | 260/ 1700-4500 | Mini Countryman Cooper S                           | 07/2014-12/2016                       |
| N18B16A            | Variatore di fase Bi-VANOS + Valvetronic | 10,5                     | 190/ 5500-6500 | 260/ 1700-4500 | Mini Paceman Cooper S                              | 07/2014-12/2016                       |
| N14B16A JCW        | VANOS solo su lato aspirazione           | 10                       | 192/6000       | 250/ 1750-5000 | Mini Cooper S JCW                                  | 2008-09                               |
| EP6CDTX            | Variatore di fase Bi-VANOS + Valvetronic | 10                       | 200/5800       | 275/ 1700-4000 | Peugeot 208 GTi                                    | 04/2013-03/2015                       |
| EP6CDTX            | Variatore di fase Bi-VANOS + Valvetronic | 10                       | 200/5800       | 275/ 1700-4000 | Peugeot 308 1.6 16v GTi                            | 07/2010-07/2013                       |
| EP6CDTX            | Variatore di fase Bi-VANOS + Valvetronic | 10                       | 200/5800       | 275/ 1700-4000 | Peugeot RCZ 1.6 THP 200cv                          | 06/2010-09/2015                       |
| EP6CDTX            | Variatore di fase Bi-VANOS + Valvetronic | 10                       | 200/5800       | 275/ 1700-4000 | Citroën DS4 1.6 THP 200CV                          | 2011-15                               |
| EP6CDTX            | Variatore di fase Bi-VANOS + Valvetronic | 10                       | 200/5800       | 275/ 1700-4000 | Citroën DS5 THP 200                                | 2011-14                               |
| EP6CDTX            | Variatore di fase Bi-VANOS + Valvetronic | 10                       | 200/5800       | 275/ 1700-4000 | DS 5LS THP200                                      | 03/2014-04/2016                       |
| EP6CDTX            | Variatore di fase Bi-VANOS + Valvetronic | 10                       | 200/5800       | 275/ 1700-4000 | DS 6 THP200                                        | 09/2014-09/2015                       |
| EP6DTS             | VANOS solo su lato aspirazione           | 10                       | 202/6000       | 275/ 2000-4000 | Citroën DS3 1.6 THP Racing/DS 3 1.6 THP Racing     | 2010-11                               |
| EP6DTS             | VANOS solo su lato aspirazione           | 10                       | 207/6000       | 300/3000       | Citroën DS3 1.6 THP Racing/DS 3 1.6 THP Racing     | 2011-19                               |
| EP6FDTX            | Variatore di fase Bi-VANOS + Valvetronic | 10,5                     | 205/6000       | 285/1750       | Peugeot 308 1.6 THP GT                             | dall'11/2014                          |
| EP6FDTX            | Variatore di fase Bi-VANOS + Valvetronic | 10,5                     | 208/5800       | 300/1700       | Peugeot 208 GTI 30th Anniversary                   | 11/2014-03/2015                       |
| EP6FDTX            | Variatore di fase Bi-VANOS + Valvetronic | 10,5                     | 208/5800       | 300/1700       | Peugeot 208 GTI                                    | 04/2015-07/2018                       |
| EP6FDTX            | Variatore di fase Bi-VANOS + Valvetronic | 10,5                     | 211/6000       | 285/1750       | DS 4 1.6 THP 210                                   | 10/2015-05/2017                       |
| EP6FDTX            | Variatore di fase Bi-VANOS + Valvetronic | 10,5                     | 211/6000       | 285/1750       | DS 5 1.6 THP 210                                   | 10/2015-05/2017                       |
| N14B16C            | Variatore di fase Bi-VANOS + Valvetronic | 10                       | 211/6000       | 280/ 2000-5300 | Mini Cooper S JCW (hatchback, Clubman e Cabrio)    | 2009-15                               |
| N14B16C            | Variatore di fase Bi-VANOS + Valvetronic | 10                       | 211/6000       | 280/ 2000-5300 | Mini Coupé JCW e Roadster JCW                      | 2011-15                               |
| N14B16C            | Variatore di fase Bi-VANOS + Valvetronic | 10                       | 218/6000       | 300/ 2100-4500 | Mini Countryman Cooper S JCW                       | 2010-14                               |
| N14B16C            | Variatore di fase Bi-VANOS + Valvetronic | 10                       | 218/6000       | 300/ 2100-4500 | Mini Paceman Cooper S JCW                          | 2012-14                               |
| EP6FADTX           | Variatore di fase Bi-VANOS + Valvetronic | -                        | 225/5500       | 300/1900       | DS 7 Crossback 1.6 THP 225cv                       | 03/2017-12/2021                       |
| EP6FADTX           | Variatore di fase Bi-VANOS + Valvetronic | -                        | 225/5500       | 300/1900       | DS 9 PureTech 225                                  | dall'11/2020                          |
| EP6FADTX           | Variatore di fase Bi-VANOS + Valvetronic | -                        | 225/5500       | 300/1900       | Peugeot 308 II 1.6 GT 225cv                        | 11/2017–04/2019                       |
| EP6FADTX           | Variatore di fase Bi-VANOS + Valvetronic | -                        | 225/5500       | 300/1900       | Peugeot 508 II 1.6 THP 225cv                       | 03/2018-07/2021                       |
| EP6CDTR            | Variatore di fase Bi-VANOS + Valvetronic | 9,2                      | 250/6000       | 330/ 1900-5500 | Peugeot 308 MK2 1.6 THP GTI 250                    | 09/2015-07/2018                       |
| EP6CDTR            | Variatore di fase Bi-VANOS + Valvetronic | 9,2                      | 263/6000       | 340/2100       | Peugeot 308 Mk2 1.6 THP GTI 263                    | 07/2018-08/2020                       |
| EP6CDTR            | Variatore di fase Bi-VANOS + Valvetronic | 9,2                      | 270/6000       | 330/ 1900-5500 | Peugeot RCZ-R                                      | 10/2013-09/2015                       |
| EP6CDTR            | Variatore di fase Bi-VANOS + Valvetronic | 9,2                      | 270/6000       | 330/ 1900-5500 | Peugeot 308 Mk2 1.6 THP GTI 270                    | 09/2015-07/2018                       |

La variante più potente, che al momento del suo debutto rappresenta il più potente 1.6 stradale al mondo, ha potuto beneficiare di un simile aumento di prestazioni grazie anche all'ausilio di pistoni forgiati MAHLE, bielle MAHLE di nuova concezione, un collettore di scarico dal disegno specifico, un monoblocco ad alta resistenza alle sollecitazioni meccaniche e termiche e una testata (e relativa guarnizione) più robusta.

## Motori derivati e altri motori Prince

### Il motore N13
Nel 2011 il 1.6 Prince sovralimentato è stato oggetto di alcune modifiche piuttosto consistenti da alcuni punti di vista, modifiche che hanno portato alla nascita del motore N13, sempre da 1.6 litri, sempre sovralimentato con turbocompressore twin-scroll e sempre con doppia fasatura variabile e dispositivo Valvetronic. Tale motore è stato impiegato nelle BMW di segmento C e D prodotte a partire dalla seconda metà del 2011.

### Il motore EP8FDT
Per il solo mercato cinese è stata sviluppata un'ulteriore variante del motore Prince, siglata EP8FDT. Di fatto, fa parte di questa famiglia di motori esattamente come il 1.4 e le numerose versioni del 1.6, sia aspirato che sovralimentato. Questo motore è un 1.8 con cilindrata di 1751 cm³, derivato dal 1.6 turbo e in grado di erogare una potenza massima di 204 CV a 5500 giri/min, con una coppia massima che raggiunge il suo picco di 280 Nm fra 1400 e 4000 giri/min. Questo motore ha trovato applicazione sotto il cofano di:
- Peugeot 508 1.8 THP200 (2015-18);
- Peugeot 4008 II 1.8 THP (2016-19);
- Citroen C5 Mk2 1.8 THP 200 (dal 2015);
- DS 4S 1.8 THP200 (dal 2015);
- DS 5 1.8 THP200 (2015-18);
- DS 5 40 THP (dal 2019);
- DS5 LS 1.8 THP200 (04/2016-10/2017);
- DS 6 1.8 THP200 (09/2015-10/2017);
- Dongfeng Fengshen A9 1.8 THP (04/2016–04/2019).

A partire dal 2019, tale motore è stato proposto anche in una variante leggermente più potente, pari a 211 CV a 5500 giri/min, con picco di coppia pari a 300 Nm compresi fra 1900 e 4500 giri/min. Questa variante è stata montata sotto il cofano della Peugeot 4008 II 400 THP (a partire dal 2019).